# Rutherford Backscattering Spectrometry
Rutherford Backscattering Spectrometry (RBS), deutsch Rutherford-Rückstreu-Spektrometrie, ist eine Methode zur Untersuchung von oberflächennahen dünnen Schichten mit Hilfe von Ionenstrahlen.
Sie ist daher eng verwandt mit anderen Methoden der Ionenstreuspektroskopie, wie der niederenergetischen und der mittelenergetischen Ionenstreuspektroskopie (LEIS und MEIS).
Das Verfahren ist nach Ernest Rutherford benannt, der als Erster die im sogenannten Goldfolien-Versuch beobachtete Rückstreuung von Alpha-Teilchen erklären konnte und daraus sein Atommodell entwickelte.

## Funktionsweise
Für eine Messung schießt man hochenergetische Ionen (0,1 bis 4 MeV) niedriger Masse (Wasserstoff oder Helium) auf eine Probe. Ein Detektor misst die Energie der rückgestreuten Ionen. Deren Energie hängt vom ursprünglichen Energiebetrag, von der Masse des jeweils getroffenen Probenatoms und vom Winkel, unter dem detektiert wird, ab. Das Verhältnis der Energie der rückgestreuten Ionen ({\displaystyle E_{\mathrm {R} }}) zum einfallenden Ionenstrahl ({\displaystyle E_{0}}) wird als k-Faktor bezeichnet. Der k-Faktor ist abhängig vom Rückstreuwinkel ({\displaystyle \Theta }) und vom Verhältnis der Projektilmasse ({\displaystyle m_{1}}) zur Probeatommasse ({\displaystyle m_{2}}). Allgemein ergibt sich aus Impuls- und Energieerhalt für den k-Faktor:
{\displaystyle k=\left[{\frac {\cos(\Theta )+{\sqrt {[{\frac {m_{2}}{m_{1}}}]^{2}-\sin ^{2}(\Theta )}}}{1+{\frac {m_{2}}{m_{1}}}}}\right]^{2}}

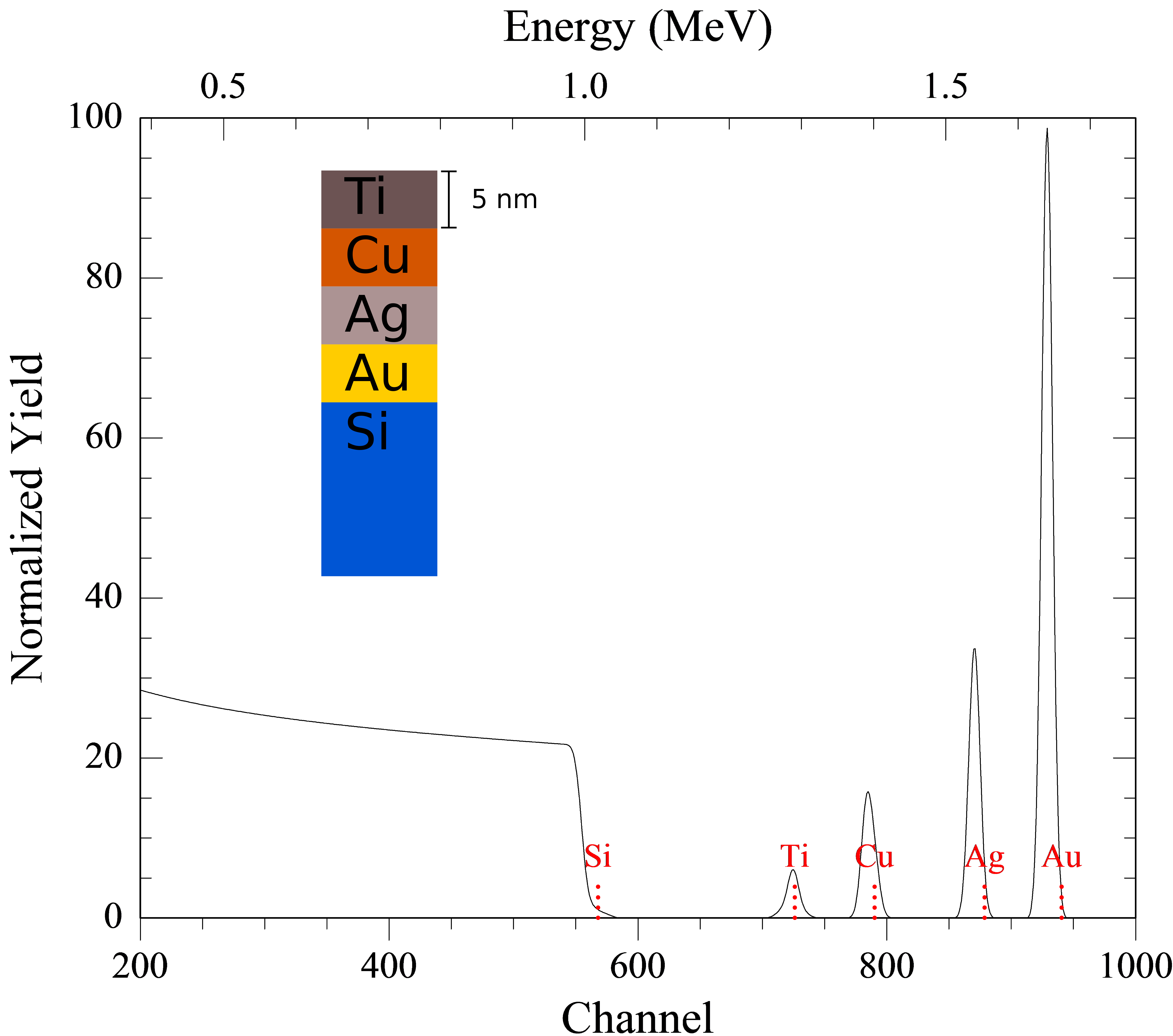
RBS-Spektrum mit Schichtaufbau

Typischerweise wird der Detektor unter einem Winkel nahe 180° aufgestellt, da hier der Energieverlust bei der Streuung maximal wird und somit die Massenauflösung höher ist.
Weiterhin verlieren die Ionen auf ihrem Weg durch die Probe kontinuierlich Energie. Die Energie des detektierten Teilchens nach einer Streuung ergibt sich folglich zu:
{\displaystyle E_{2}(z)=k\left[E_{0}-\int \limits _{0}^{a_{1}}\left({\frac {\mathrm {d} E}{\mathrm {d} z}}\right)\mathrm {d} z\right]-\int \limits _{0}^{a_{2}}\left({\frac {\mathrm {d} E}{\mathrm {d} z}}\right)\mathrm {d} z}
Hierbei entspricht der Term in der eckigen Klammer der Einschussenergie minus den Energieverlust bis zum Erreichen der Tiefe in der gestreut wird, multipliziert mit dem k-Faktor ergibt sich die Energie nach der Streuung. Von dieser wird anschließend der Energieverlust während des Verlassens der Probe abgezogen. Dabei sind {\displaystyle a_{1}} und {\displaystyle a_{2}} die Abstände zur Oberfläche, welche von der konkreten Versuchsanordnung abhängen. Das sogenannte Bremsvermögen {\displaystyle \left({\tfrac {\mathrm {d} E}{\mathrm {d} x}}\right)} ergibt sich aus der Bethe-Formel und hängt von der Energie des Teilchens und der Probenzusammensetzung ab. 
Aufgrund dieser Tiefenabhängigkeit der Energie der rückgestreuten Teilchen ist die Messung der Zusammensetzung mittels RBS auch tiefenaufgelöst. Abhängig von den Versuchsparametern können Tiefen von einigen hundert Nanometern bis hin zu wenigen Mikrometern untersucht werden. Diese große Eindringtiefe ist deshalb möglich, weil der Streuquerschnitt für hochenergetische Ionen (einige MeV) sehr viel kleiner ist als bei der niederenergetischen Ionenspektroskopie (z. B. LEIS, Energien bis 10 KeV, nur für Oberflächenanalyse geeignet) und das Bremsvermögen typischerweise bei mehreren 100 eV/nm angesiedelt ist (für Beschuss mit He Ionen). Entsprechend ist die analysierbare Tiefe vor allem von {\displaystyle E_{0}} abhängig. Je höher {\displaystyle E_{0}} desto höher die analysierbare Tiefe, desto geringer allerdings auch die Tiefenauflösung. Für höhere Tiefen sinkt die Tiefenauflösung außerdem auch noch durch das sogenannte Straggling (Verbreiterung der Energieverteilung des Ionenstrahls beim Durchlaufen der Probe), welches durch die statistische Natur des Energieverlusts beim Durchlaufen der Probe entsteht.
Für nicht zu hohe Energien entspricht das Streupotential (nahezu) dem Coulomb-Potential und somit ist die Wahrscheinlichkeit für eine Rückstreuung (Streuquerschnitt) bekannt und durch den Rutherfordstreuquerschnitt gegeben. Für höhere Energien kann es zu Abweichungen vom Rutherfordstreuquerschnitt kommen.
Die Zusammensetzung einer binären Legierung {\displaystyle A_{\mathrm {x} }B_{\mathrm {y} }} kann iterativ aus folgender Formel ermittelt werden (setze dazu {\displaystyle {\frac {\epsilon _{\mathrm {B} }(E,x)}{\epsilon _{\mathrm {A} }(E,y)}}:=1} und berechne einen Startwert für {\displaystyle x=1-y}. Dann über die Bragg'sche Regel korrekte Werte der {\displaystyle \epsilon } ermitteln und erneut berechnen.) :
{\displaystyle {y \over x}={\frac {Q_{\mathrm {B} }\sigma _{\mathrm {A} }(E,\theta )\epsilon _{\mathrm {B} }(E,x)}{Q_{\mathrm {A} }\sigma _{\mathrm {B} }(E,\theta )\epsilon _{\mathrm {A} }(E,y)}}}
mit {\displaystyle Q} als gemessener Rückstreuausbeute des jeweiligen Elements und {\displaystyle \sigma } als dem differentieller Wirkungsquerschnitt, {\displaystyle \epsilon } der Stopping Power Cross-Section (Abbremsquerschnitt). Werte der Stopping Power können mit der Software SRIM ermittelt werden. Für eine Näherung der Formel benutze man in geeigneter Weise gemittelte Abbremsquerschnitte; die gänzliche Vernachlässigung der Abbremsquerschnitte führt in den meisten Fällen zu großen Fehlern. 
Die Formel ergibt sich aus der Ausbeutegleichung: {\displaystyle Q_{\mathrm {A} }=x\cdot \sigma _{\mathrm {A} }\cdot n_{\mathrm {P} }\cdot \Omega _{\mathrm {Det} }\cdot \mathrm {N} _{0}\Delta x=x\cdot \sigma _{\mathrm {A} }\cdot n_{\mathrm {P} }\cdot \Omega _{\mathrm {Det} }\cdot {\frac {\Delta \mathrm {E} }{\epsilon _{\mathrm {A} }}}}, mit {\displaystyle n_{\mathrm {P} }=}Anzahl der Projektile und dem Raumwinkel des Detektors.